# Ardices novaeguineae
Ardices novaeguineae är en fjärilsart som beskrevs av Rothschild 1913. Ardices novaeguineae ingår i släktet Ardices och familjen björnspinnare. Inga underarter finns listade i Catalogue of Life.